# Aplidiopsis arenosum
Aplidiopsis arenosum är en sjöpungsart som beskrevs av Sluiter 1898. Aplidiopsis arenosum ingår i släktet Aplidiopsis och familjen klumpsjöpungar. Inga underarter finns listade i Catalogue of Life.